# Jasper megye (Texas)
Jasper megye az Amerikai Egyesült Államokban, azon belül Texas államban található. Megyeszékhelye és legnagyobb városa Jasper. Lakosainak száma 32 980 fő (2020. április 1.). Jasper megye Angelina, Orange, San Augustine, Sabine, Newton, Tyler és Hardin megyékkel határos.

## Népesség
A megye népességének változása:
| Lakosok száma | 35 825 | 36 298 | 35 881 | 35 649 | 35 506 | 32 980 |
|               | 2010   | 2011   | 2012   | 2013   | 2015   | 2020   |